# Centraal-Europese studies

Centraal-Europa per Geographie universelle (1927)

De Centraal-Europese studies zijn een interdisciplinair vakgebied dat zich richt op de geschiedenis, cultuur, politiek en sociale ontwikkelingen in Centraal-Europa. Tot deze regio behoren landen als Polen, Tsjechië, Slowakije, Hongarije, Oostenrijk en delen van Duitsland en Kroatië. Het doel van deze studies is om een dieper begrip te krijgen van de complexe historische en hedendaagse processen die deze regio hebben gevormd.
Geschiedenis speelt een centrale rol in deze studies. Centraal-Europa heeft eeuwenlang gefunctioneerd als kruispunt van West- en Oost-Europa. Belangrijke perioden zoals het Habsburgse Rijk, de Eerste en Tweede Wereldoorlog, de Koude Oorlog en de val van het communisme zijn cruciaal voor het begrijpen van de politieke en culturele ontwikkelingen in deze regio.
Culturele diversiteit en nationale identiteit zijn eveneens belangrijke thema's. De regio wordt gekenmerkt door een rijke variëteit aan talen, etniciteiten en religies. De vraagstukken rondom historische herinnering, minderheidsrechten en interculturele dialoog spelen een belangrijke rol binnen de Centraal-Europese studies.
Ook de politieke en sociale wetenschappen zijn integraal onderdeel van het vakgebied. Democratische transities, de uitbreiding van de Europese Unie en hedendaagse uitdagingen zoals populisme en migratie worden uitgebreid onderzocht. Daarnaast worden de relaties tussen Oost- en West-Europa nauwgezet geanalyseerd om de geopolitieke dynamiek beter te begrijpen.

## Voetnoten
1. ↑  (en) Brüggemann, Karsten, Lübke, Christian, Mazurek, Małgorzata, Wünsch, Thomas (2019). Zeitschrift Für Ostmitteleuropa-Forschung: Journal of East Central European Studies. Verlag Herder-Institut. ISBN 978-3-87969-450-1.
2. ↑  (en) ISSN 2949-3811 (Online) | Centralʹnoevropejskie issledovaniâ | The ISSN Portal. portal.issn.org. Geraadpleegd op 30 juli 2024.
3. 1 2  (en) Studies in Central European Histories. Brill. Geraadpleegd op 30 juli 2024.
4. 1 2  Central European Studies | Purdue University. docs.lib.purdue.edu. Geraadpleegd op 30 juli 2024.